# R.I.P. 2 My Youth
"R.I.P. 2 My Youth" es una canción de la banda de pop alternativo The Neighbourhood. Perteneciente a su segundo álbum de estudio, Wiped Out!. Es la última pista del álbum y fue lanzada como sencillo principal del álbum, el 20 de agosto de 2015. Un video musical fue hecho, dirigido por Hype Williams, el cual fue lanzado el 16 de septiembre de 2015. La canción llegó al puesto 85 en el UK Singles Chart. Siendo la primera canción del grupo en entrar a la lista, después del sencillo "Sweater Weather".

## Listas

### Listas semanales
| Chart (2015)                                              | Posición |
| --------------------------------------------------------- | -------- |
| UK Singles Chart (OCC)                                    | 85       |
| Estados Unidos Bubbling Under Hot 100 Singles (Billboard) | 22       |
| Estados Unidos Hot Rock & Alternative Songs (Billboard)   | 13       |

### Listas de fin de año
| Chart (2015)                          | Posición |
| ------------------------------------- | -------- |
| Estados Unidos Rock Songs (Billboard) | 82       |

## Certificaciones
| País                  | Certificación | Ventas  |
| --------------------- | ------------- | ------- |
| Estados Unidos (RIAA) | Oro           | 500,000 |